# (20381) 1998 KX47
A (20381) 1998 KX47 a Naprendszer kisbolygóövében található aszteroida. A LINEAR projekt keretében fedezték fel 1998. május 22-én.